# Falling Down (canção de Oasis)
Falling Down (em português "Caindo") é o vigésimo nono single da banda de rock Oasis e terceiro do seu álbum Dig Out Your Soul de 2008. Foi a canção utilizada na abertura do anime Higashi no Eden.

## Lista de canções
CD
1. "Falling Down" (album version) – 4:27
2. "Those Swollen Hand Blues" – 3:19
3. "Falling Down" (The Gibb Mix) – 5:12
4. "Falling Down" (The Prodigy version) – 4:27

Vinil 7"
1. "Falling Down" (album version)
2. "Those Swollen Hand Blues"

Vinil 12"
1. "Falling Down" (Amorphous Androgynous A Monstrous Psychedelic Bubble remix) – 22:27

Pacote digital 1
1. "Falling Down" (album version)
2. "Those Swollen Hand Blues"
3. "Falling Down" (demo)

Pacote digital 2
1. "Falling Down" (The Gibb Mix)
2. "Falling Down" (The Prodigy version)
3. "Falling Down" (Amorphous Androgynous A Monstrous Psychedelic Bubble remix)

Japão
1. "Falling Down" (album version) – 4:20
2. "Those Swollen Hand Blues" – 3:19
3. "Falling Down" (Amorphous Androgynous A Monstrous Psychedelic Bubble remix) – 22:27
4. "Falling Down" (The Gibb Mix) – 5:12
5. "Falling Down" (The Prodigy version) – 4:27

Japão - DVD (Edição limitada)
1. "Falling Down" (Music Video original Ver.)
2. "Falling Down" (Music Video "Eden of the East" Ver.)

## Paradas musicais
| País/Parada (2008–09)               | Melhor posição |
| ----------------------------------- | -------------- |
| Canadá (Canadian Hot 100)           | 45             |
| Países Baixos (Dutch Singles Chart) | 71             |
| Irlanda (Irish Singles Chart)       | 26             |
| Itália (Italian Singles Chart)      | 19             |
| Suécia (Swedish Singles Chart)      | 26             |
| Escócia (Scottish Singles Chart)    | 2              |
| Reino Unido (UK Download Chart)     | 37             |
| Reino Unido (UK Singles Chart)      | 10             |